# Un amor
Un amor è  un film spagnolo del 2023 diretto da Isabel Coixet.

## Trama
Nat è una donna infelice e stressata. Svolge il lavoro di traduttrice, che la porta ad avere contatti costanti e quotidiani con i racconti angoscianti delle donne immigrate. A un certo punto della sua vita, decide di lasciare il lavoro e si trasferisce in un piccolo centro rurale, La Escapa. Malvista dai vicini e trattata male dagli abitanti del posto, Nat trova l'unico appoggio in una cagna randagia. Dopo aver conosciuto l'imponente e burbero vicino di casa Andreas "il tedesco", che svolge per lei alcune riparazioni domestiche, Nat si presta alle sue avances sessuali.

## Produzione
Tratto dall'omonimo romanzo della scrittrice madrilena Sara Mesa, il film segue il filone della regista Coixet che racconta vicende di donne in crisi che attuano delle trasformazioni di vita. La regista raccontò di aver letto il libro e di averlo trovato "come un pugno nello sterno". Dopo aver contattato l'autrice originaria, decise tuttavia di modificare il finale della storia.
Isabel Coixet definì la pellicola "un film sull'amore e su tutti i suoi sinonimi: disperazione, disagio, passione, paura e redenzione".
Presentato al Festival internazionale del cinema di San Sebastián, prese parte in concorso alla Festa del Cinema di Roma 2023.
Fu distribuito nelle sale spagnole il 10 novembre 2023.

## Accoglienza
La pellicola godette di un'accoglienza favorevole da parte della critica. Guy Lodge su Variety definì le tematiche di genere trattate nel film "lodevolmente complesse" e lo studio del sesso come moneta di scambio "sia franco che occasionalmente inquietante". Jonathan Holland di ScreenDaily evidenziò che l'assenza dei "fronzoli stilistici" per cui la regista Coixet era stata in altre occasioni criticata; elogiò, inoltre, l'alchimia tra i due attori protagonisti.
Figurò in due classifiche dei dieci film spagnoli migliori del 2023: El Español lo pose al secondo posto, Mondosonoro al decimo.

## Riconoscimenti
- 2024 - Premio Goya
  - Candidatura al miglior film
  - Candidatura al miglior regista a Isabel Coixet
  - Candidatura alla migliore sceneggiatura non originale a Isabel Coixet e Laura Ferrero
  - Candidatura al miglior attore protagonista a Hovik Keuchkerian
  - Candidatura alla migliore attrice protagonista a Laia Costa
  - Candidatura al miglior attore non protagonista a Hugo Silva
  - Candidatura alla miglior fotografia a Bet Rourich

- 2024 - Premio Gaudí
  - Miglior sceneggiatura non originale a Isabel Coixet e Laura Ferrero
  - Candidatura al miglior film non in lingua catalana
  - Candidatura al miglior regista a Isabel Coixet
  - Candidatura alla miglior attrice protagonista a Laia Costa
  - Candidatura al miglior attore non protagonista a Hugo Silva
  - Candidatura alla miglior fotografia a Bet Rourich
  - Candidatura al miglior suono a Albert Gay, Enrique G. Bermejo e Carlos Jiménez
  - Candidatura al miglior direttore di produzione a Eva Taboada

- 2024 - Fotogrammi d'argento
  - Candidatura al miglior attore cinematografico a Hovik Keuchkerian
  - Candidatura alla miglior attrice cinematografica a Laia Costa

- 2023 - Festa del Cinema di Roma
  - Concorso Progressive Cinema - Visioni per il mondo di domani

- 2023 - Festival internazionale del cinema di San Sebastián
  - Feroz Zinemaldia Award a Isabel Coixet
  - Candidatura alla Concha de Oro al miglior film
  - Candidatura alla Concha de Plata al miglior attore non protagonista a Hovik Keuchkerian